# Ted Post
Ted Post (n. 31 martie 1918

, Brooklyn, New York City, New York - d- 20 august 2013 (95 de ani)
, Santa Monica, California) a fost un regizor american de film și televiziune. A regizat filme ca Forța pistolului (din seria de filme Inspectorul Harry) sau Secretul planetei maimuțelor.

## Filmografie

### Filme
- 1956 The Peacemaker
- 1959 The Legend of Tom Dooley
- 1968 Hang 'Em High
- 1970 Secretul planetei maimuțelor (Beneath the Planet of the Apes)
- 1973 Forța pistolului (Magnum Force)
- 1973 The Harrad Experiment
- 1973 The Baby
- 1975 Whiffs
- 1978 Good Guys Wear Black
- 1978 Incident la Muc Va (Go Tell the Spartans)
- 1980 Nightkill
- 1992 The Human Shield
- 1999 4 Faces

### Filme de televiziune
- 1960 The Young Juggler
- 1970 Night Slaves
- 1971 Do Not Fold, Spindle, or Mutilate
- 1971 Five Desperate Women
- 1971 Yuma
- 1971 Dr. Cook's Garden
- 1972 Sandcastles
- 1972 The Bravos
- 1979 Diary of a Teenage Hitchhiker
- 1979 The Girls in the Office
- 1981 Cagney & Lacey
- 1986 Diligența (Stagecoach)

### Seriale TV
| - Armstrong Circle Theatre (1952) - The Ford Television Theatre (1953) - Schlitz Playhouse of Stars (1953) - Waterfront (1955) - Gunsmoke (1955) - Medic (1955) - Zane Grey Theater (1956) - Screen Directors Playhouse (1956) - Sneak Preview (1956) - The 20th Century Fox Hour (1956) - Perry Mason (1957) - Richard Diamond, Private Detective (1957) - West Point (1957) - Westinghouse Desilu Playhouse (1958) - The Rifleman (1958) - Law of the Plainsman (1959) - The Westerner (1960) - The Best of the Post (1960) - Checkmate (1960) - Startime (1960) - Wagon Train (1960) | - Insight (1960) - Alcoa Premiere (1961) - The Defenders (1961) - Route 66 (1961) - The Virginian (1962) - Combat! (1962) - Empire (1962) - Thriller (1961–1962) - General Electric Theater (1962) - Bus Stop (1962) - Rawhide (1960–1962) - Peyton Place (1964) - The Twilight Zone (1960–1964) - Bracken's World (1969) - Monty Nash (1971) - Baretta (1975) - Ark II (1976) - Columbo (1976) - Future Cop (1977) - Beyond Westworld (1980) - B.A.D. Cats (1980) |

## Legături externe
- Ted Post la Internet Movie Database
- „Ted Post (1918-2013)”. Directors Guild of America.